# مایکروسافت اوت‌لوک
مایکروسافت اوت‌لوک (به انگلیسی: Microsoft Outlook) نرم‌افزار مدیریت ایمیل است که برای اولین بار در سال ۱۹۹۰ به همراه بستهٔ آفیس رونمایی شد.
این برنامه جزو مجموعه نرم‌افزارهای آفیس می‌باشد. این برنامه برای مدیریت ایمیلها مورد استفاده قرار می‌گیرد. همچنین یک سرویس ایمیل دهی نیز هست و بیشتر در ویندوز 10 الی 11 این برنامه دیده میشود.این برنامه جزو یکی از برنامه های پیش فرض آفیس است.